# 덴파쿠촌 (아이치현)
덴파쿠촌(天白村)은 아이치현 아이치군에 설치되었던 촌이다. 현재의 나고야시 동부에 해당한다.
1955년 나고야시에 편입되어 쇼와구로 합병된 후, 옛 덴파쿠촌의 대부분의 영역에 덴파쿠구가 설치되었다.